# Acanthoptilum gracile
Acanthoptilum gracile är en korallart som först beskrevs av William More Gabb 1863.  Acanthoptilum gracile ingår i släktet Acanthoptilum och familjen Virgulariidae. Inga underarter finns listade i Catalogue of Life.